# Austrelatus fuscus
Austrelatus fuscus (лат.) — вид жуков-плавунцов рода Austrelatus из подсемейства Copelatinae (Dytiscidae). Новая Гвинея. Видовое название A. fuscus — латинское прилагательное, означающее «темный, сумрачный» и указывающее на темную окраску надкрыльев вида.

## Распространение
Встречается в Индонезии на острове Новая Гвинея (провинция Центральная, Kokoda, 08°53,481’S, 147°43,648’E, на высоте 410 м над уровнем моря)..

## Описание
Мелкие жуки-плавунцы, длина около 6 мм. Представителей можно отличить от близких видов по следующей комбинации признаков: надкрылья почти одноцветные коричнево-чёрные (желтовато-красные апикально); субмаргинальная полоса присутствует в виде слабых апикальных полос; срединная доля гениталий имеет левую долю дорсального склерита с неглубокой, крупной медианной вогнутостью, покрытой крупными, длинными спинулоподобными структурами. Голова тёмно-коричневая, красноватая сзади между глазами и переднемедиально. Переднеспинка красноватая на передних углах. Надкрылья слегка расширяются латерально. Антенны, другие головные придатки, а также передние и средние ноги красноватые, задние ноги отчётливо темнее, особенно дистально. Надкрылья с 10+1 бороздками.